# Idioma kryts
Kryts (Kryc) es una lengua samur de la familia de lenguas caucásicas nororientales, es hablada en partes del Rayón Quba de Azerbaiyán por 6.000 personas en 1975. Sus dialectos son Kryts, Jek, Khaput, Yergyudzh y Alyk, todos son bastante distintos hasta el punto de que la inteligibilidad mutua sólo es parcial, por lo que también podrían considerarse idiomas separados en un continuo dialectal.
Kryts está en peligro de extinción, clasificado como "en grave peligro" por el Atlas de las lenguas del mundo en peligro de la UNESCO.

## Fonológia

### Consonantes
|                   |                                   | Labiales | Alveolares | Palatales | Velares | Velares | Velares | Uvulares | Uvulares | Uvulares | Faríngeas/ Epiglotales | Glotales |
| plain             | lab.                              | Labiales | Alveolares | Palatales | pal.    | plain   | lab.    | pal.     |          |          | Faríngeas/ Epiglotales | Glotales |
| ----------------- | --------------------------------- | -------- | ---------- | --------- | ------- | ------- | ------- | -------- | -------- | -------- | ---------------------- | -------- |
| Oclusivas         | Sordas                            | p        | t          |           | k       | kʷ      | kʲ      | q        | qʷ       | qʲ       |                        | ʔ        |
| Oclusivas         | [[Ejective consonant\|Eyectivas]] | pʼ       | tʼ         |           | kʼ      | kʼʷ     | kʼʲ     | qʼ       | qʼʷ      | qʼʲ      |                        |          |
| Oclusivas         | Sonoras                           | b        | d          |           | ɡ       | ɡʷ      |         | (ɢ)      |          |          |                        |          |
| Africadas         | Sordas                            |          | (t͡s)       | t͡ʃ        |         |         |         |          |          |          |                        |          |
| Africadas         | Eyectivas                         |          | t͡sʼ        | t͡ʃʼ       |         |         |         |          |          |          |                        |          |
| Africadas         | Sonoras                           |          | (d͡z)       | d͡ʒ        |         |         |         |          |          |          |                        |          |
| Fricativas        | Sordas                            | f        | s          | ʃ         | x       |         |         | χ        |          |          | (ʜ)                    | h        |
| Fricativas        | Sonoras                           | v        | z          | ʒ         | ɣ       |         |         | ʁ        | ʁʷ       |          | ʕ                      |          |
| Nasales           | Nasales                           | m        | n          |           |         |         |         |          |          |          |                        |          |
| Vibrante múltiple | Vibrante múltiple                 |          | r          |           |         |         |         |          |          |          |                        |          |
| Aproximante       | Aproximante                       |          | l          | j         |         |         |         |          |          |          |                        |          |

- /ʁ/ También se puede realizar como [ɢ] o [qː], en distribución complementaria.

```
* Los sonidos /t͡s, d͡z/ solo ocurren en otros dialectos del idioma.
* Una /h/ puede variar desde un sonido glotal hasta una 
fricativa epiglotal sorda
 /ʜ/.
```

### Vocales
|         | Anterior | Centrales | Posteriores |
| ------- | -------- | --------- | ----------- |
| Cerrada | i        | (ɨ)       | u           |
| Media   | e        |           |             |
| Abierta |          | a         |             |

- /i/ se puede escuchar como [ɨ], en variación libre

```
* Las cuatro vocales también pueden ser faríngeas como /iˤ, uˤ, eˤ, aˤ/.
```